# ناتالیا نیدهارت
ناتالیا قهرمان هفت دوره کمربند دیواز کشتی گیرحرفه‌ای کانادایی است. ناتالیا سومین نسل کشتی‌گیر و عضو خانواده هارت است. او آموزش کشتی را تحت نظر عموهای خود راس و بروس هارت آغاز کرد. در سال ۲۰۰۰ و ۲۰۰۱، برای پروموهای Matrats کار می‌کرد ولی بعد در سال ۲۰۰۳ به استخدام Stampede Wrestling درآمد. در سال‌های ۲۰۰۴ و ۲۰۰۵ در انگلستان و ژاپن کشتی می‌گرفت. در ژانویه ۲۰۰۷، قراردادی با wwe امضا کرد و وارد Deep south wrestling شد. بعد از مدتی هم به OVW و FCW رفت. در FCW ناتالیا مدیریت پسر عمه اش ای اچ اسمیث و دوست پسرش تی جی ویلسون را عهده‌دار شد. در سال ۲۰۰۸، وارد ECW شد و مدیر تایسون کید شد. بعدها این دو با دی اچ اسمیث گروه هارت داینستی را تشکیل دادند و وارد اسمکدان شدند. او هم‌اکنون در برند اسمکدان فعالیت می‌کند.

## گروه دیواهای محشر

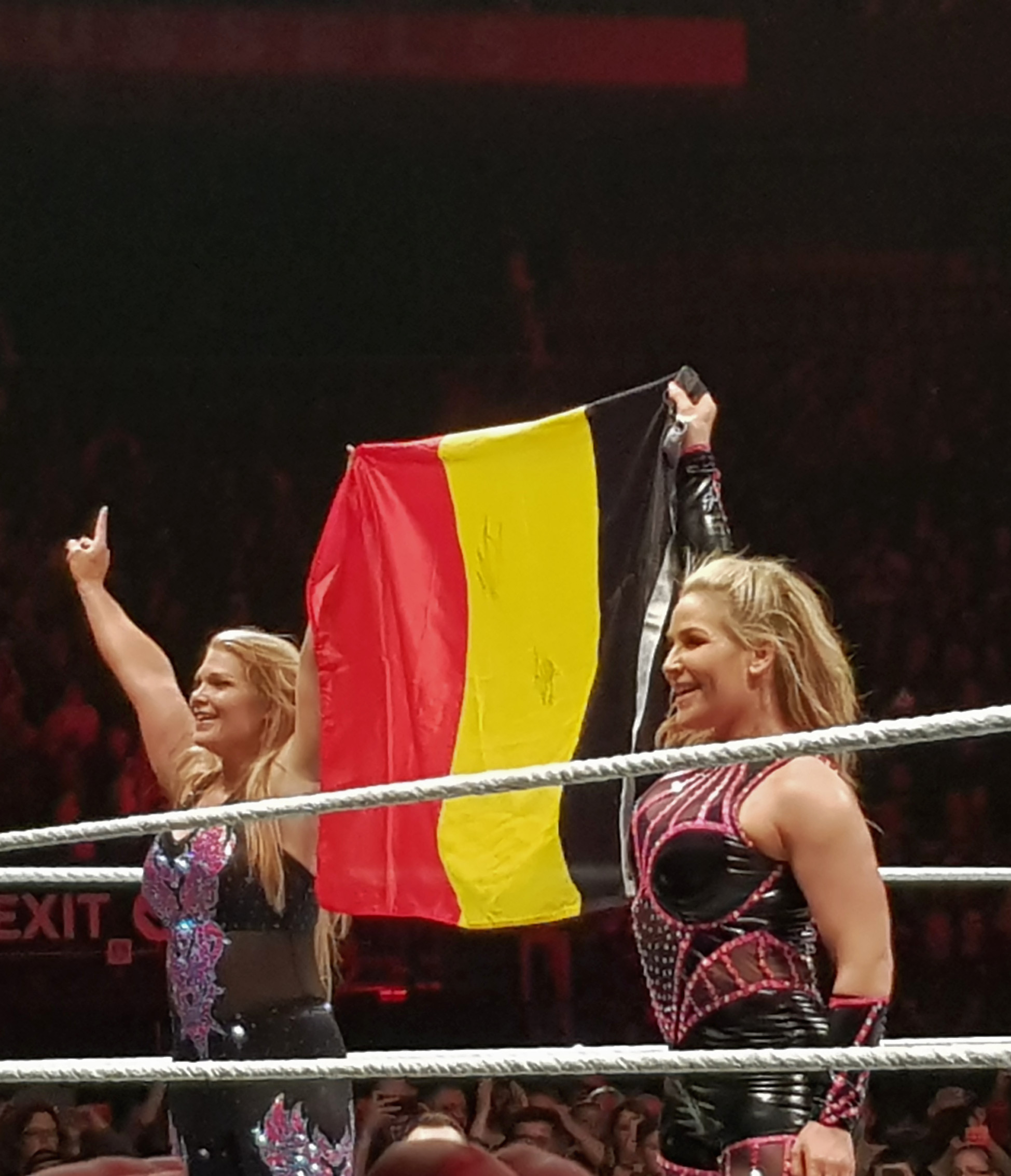
WWE Live 2019 - Forest National WWE Live 2019 - Forest National

در ۲۶ آوریل، از راء به اسمک دان بازگشت و در اولین مسابقه پس از بازگشتش مغلوب بری بلا شد. در ماه مه، شروع به مدیریت گروه‌ای جی و کاتلین کرد اما در اوت، طی یک استوری لاین به‌ای جی حمله کرد. پس از آن با بث فینیکس هم تیمی شدند و خود را «دیواهای محشر» نامیدند و توانستند ای جی و کاتلین را شکست دهند. ناتالیا، بث فینیکس را در Hell in a cell همراهی کرد؛ جاییکه فینکس توانست قهرمان دیواز شود. بعد هم پس از Vengeance به کلی کلی و ایو در بک استیج حمله کردند. در رویال رامبل هم گروه «دیواهای محشر» به همراه دوقلوهای بلا توانست ایو، کلی کلی، آلیشا فاکس و تأمینا راش کست دهد.

## زندگی شخصی
ناتالیا دختر جیم نایدهارت و الی هارت است. مادرش هم دختر استو هارت است. ناتالیا دو خواهر دارد؛ خواهر بزرگترش، جنیفر و خواهر کوچکترش کریستن نام دارد. ناتالیا پدربزرگش را در داخل و خارج از رینگ الگوی خود می‌داند. به عنوان عضوی از خانواده کشتی‌گیر هارت، او دختر دایی هری اسمیث و تدی هارت است. او دوست صمیمی اری اسمیث نیز هست و مدت کوتاهی با هم زندگی می‌کردند. او از ۱۲ سالگی تایسون کید را می‌شناسد و از نوامبر ۲۰۰۱ با هم قرار می‌گذاشتند. این زوج در ژوئن ۲۰۱۳ ازدواج کردند.
ناتالیا در Calgary خانه‌ای شخصی دارد اما بیشتر اوقات در منزلش در فلوریدا زندگی می‌کند.

## در کشتی

### فینیشر
- شارپ شوتر

### مدیران او
- ویکتوریا، رزا مندز، بث فینیکس

### کشتی گیران تحت مدیریت او
- کلی کلی، دختران عجیب (شامل ای جی و کاتلین)، بث فینیکس